# Talaigua Nuevo
Talaigua Nuevo là một khu tự quản thuộc tỉnh Bolívar, Colombia. Thủ phủ của khu tự quản Talaigua Nuevo đóng tại Talaigua Nuevo Khu tự quản Talaigua Nuevo có diện tích 261 ki lô mét vuông. Đến thời điểm ngày 28 tháng 5 năm 2005, khu tự quản Talaigua Nuevo có dân số 21446 người.